# Tramlijn 44 (Brussel)
De Brusselse tramlijn 44 uitgebaat door de MIVB is een streektramlijn en verbindt het metrostation Montgomery (Sint-Pieters-Woluwe) met de halte Station Tervuren in het Vlaams-Brabantse Tervuren, tevens de toegangshalte tot het AfricaMuseum. De kenkleur van deze lijn is donkergeel.

## Beschrijving
Tramlijn 44 is een streektramlijn die het oosten van Brussel verbindt met het Vlaams Gewest, meer bepaald de gemeente Tervuren. De eindhalte Montgomery ligt in een ondergrondse keerlus. Voor noodgevallen is er echter ook een bovengrondse keerlus, door smalle straten. Vanwege geluidsoverlast in die smalle straten is in 2010 het eindpunt zodanig aangepast dat op de stille uren beide keerlussen niet gebruikt hoeven te worden. De tweerichtingtrams rijden dan direct naar het ondergrondse eindpunt.
Tussen Montgomery en de halte Madoux rijdt deze tramlijn samen met lijn 39, die tevens het Vlaams Gewest bedient (Wezembeek-Oppem). Beide tramlijnen hadden van de MIVB het 'Express'-stempel gekregen, door het feit dat hun traject bijna uitsluitend in eigen bedding ligt. De snelheid van deze tramlijnen komt dus in de buurt van die van een volwaardige premetrolijn.

### Traject
Het huidige traject vanaf Montgomery wordt sinds 16 september 1976 bereden. De lijn naar Tervuren bestond al sinds 9 mei 1897. Vanaf 1903 worden de lijnnummers 40 (IJzerplein – Wetstraat/Troonstraat – Montgomery – Tervuren) en 45 (Anderlecht – Montgomery – Tervuren) gebruikt. In 1976 werd lijn 45 opgeheven. Lijn 40 werd vernummerd in 44 en verkort tot Montgomery in 1968.
Bij de grootschalige herstructurering van het netwerk van 2007 tot 2009 werd er aan lijn 44 niets veranderd.

## Bijzonderheden
Tram 44 wordt door de tramliefhebbers als een van de mooiste lijnen van het Brussels net genoemd, gezien het tracé dat langs de weelderige en bomenrijke Tervurenlaan en het Zoniënwoud loopt.
In de zomer rijden er museumtrams op deze lijn, vanaf het trammuseum te Sint-Pieters-Woluwe. Deze rijden ook naar het Jubelpark, en gebruiken daarbij de bovengrondse sporen door smalle straatjes bij Montgomery.
Nabij halte Vier Armen is er een tramoverweg op de Tervurenlaan die beveiligd is met al het volgende:
- andreaskruisen (dubbele, voor een dubbelspoorlijn)
- maanwitte lichten terwijl geen tram wordt verwacht
- alternerend knipperende rode lichten en bellen terwijl een tram aankomt of passeert
- voorwaarschuwingsseinen

Het is de enige tramoverweg in België die zowel treinlichten als klassieke bellen heeft. Lijn 44 en 39 zijn de enige tramlijnen in en rondom Brussel waarbij op sommige kruispunten andreaskruisen staan, soms met verkeerslichten.
Aan het eindpunt in Tervuren werd een hoppinpunt aangelegd, Tramterminus 44, die het overstappen tussen verschillende vervoersmodi vergemakkelijkt. De Werkvennootschap en de Regie der Gebouwen bouwden een parking voor 286 wagens en een overdekte, beveiligde fietsenstalling met 300 plaatsen. Naar planning ging dit in 2022 gerealiseerd worden, het hoppinpunt werd op 31 mei 2023 ingehuldigd.

## Voertuigen
Op deze tramlijn wordt gereden met gelede PCC-trams (serie 77xx/78xx). Tot in 2010 werd de lijn nog bediend door de oudere (niet-gelede eenrichting) PCC-trams van het type 70xx/71xx. Deze reden voor het laatst tot en met 12 februari 2010 maar de keerlus in Tervuren bleef gehandhaafd.
In een later stadium zal deze lijn (alsook lijn 39) ook bediend worden door het type 7900.
Er is een oude terminus van de voormalige elektrische trein, die een café geworden was, namelijk "spoorloos station", een honderdtal meter verder op de Leuvensesteenweg, gevestigd in het voormalige goederstation (inmiddels met andere naam heropend). Dit is niet het oude stationsgebouw van Tervuren, want dat is er niet meer. Tram 39 rijdt deels over de oude treinbaan.

## Toekomst
Er is al vaak voorgesteld om tram 44 door te trekken naar Schuman. Hiervoor zou een nieuw tracé tussen Montgomery en Schuman aangelegd moeten worden. Tot Merode is het voormalige tracé in principe nog beschikbaar, weliswaar door smalle éénrichtingstraten rond Montgomery (in gebruik voor de keerlus van lijn 81, voor museumritten door de stad, en voor trams van en naar remise Woluwe); tussen Merode en Schuman zouden nieuwe sporen moeten worden aangelegd, ofwel rondom het Jubelpark, ofwel recht erdoor. Op een lening, verstrekt door de Europese Investeringsbank staat de verlenging vermeld. Er is echter tot op heden geen tracé voorgesteld. Ten noordwesten van Merode bestaat al wel een dubbelsporige tramlijn langs de IJzerlaan, die zichtbaar is op Google Maps, maar die is nog slechts zo'n tweehonderd meter lang en geen regelmatige MIVB-lijn rijdt erop; dit is een deel van de opgeheven route: Deze dient al decennia als eindpunt voor de museumlijn Trammuseum – Jubelpark die op zon- en feestdagen wordt uitgebaat.
Aan de Vlaamse kant gaan er geregeld stemmen op om een verbinding Tervuren - Bertem - Leuven te realiseren, langs de N3. In het kader van het nieuwe decreet basisbereikbaarheid denkt de vervoerregio Leuven na over een HOV-verbinding, mogelijk zelfs een tram. Het is niet duidelijk of deze verbinding aansluiting zou geven op het bestaande net van de MIVB.

## Afbeeldingen

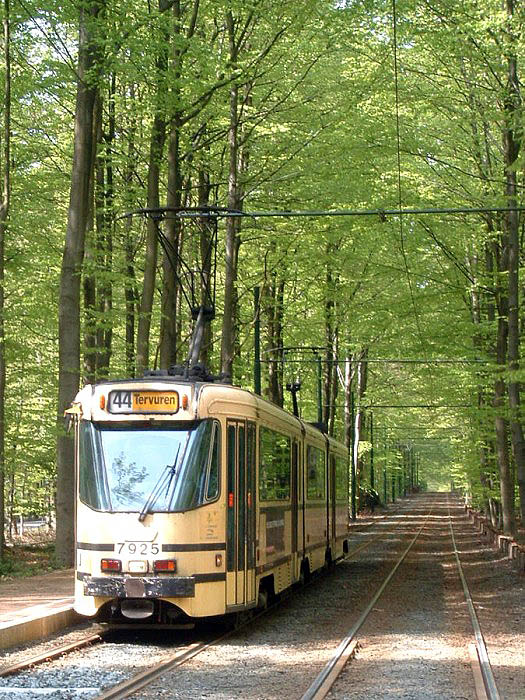
Een PCC 7900 tram op lijn 44, iets wat heel zeldzaam voorkomt. Data wellicht in de periode 2000-2002.
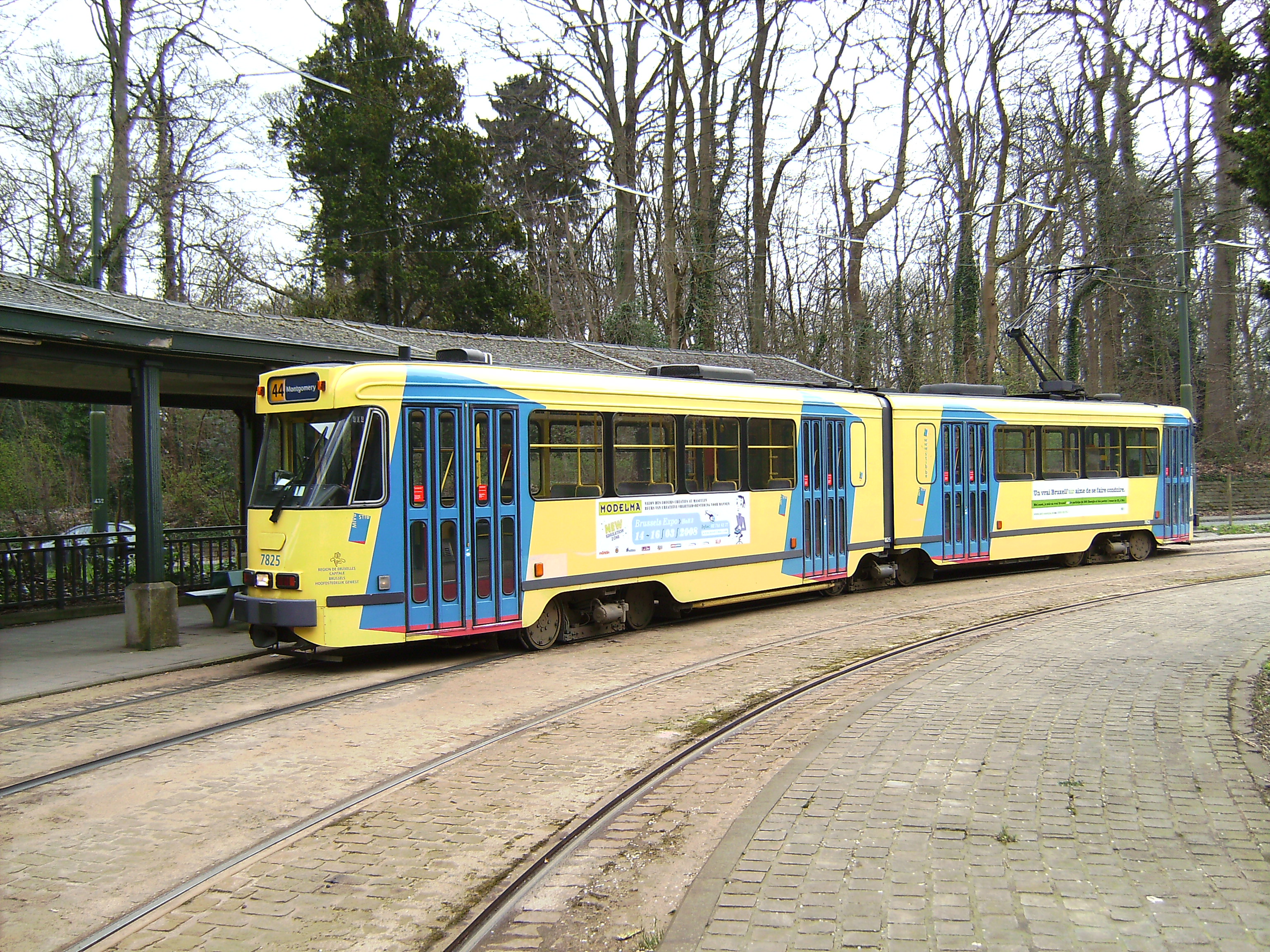
2008: Tijdens de spitsuren werd lijn 44 al uitgebaat door PCC 7800 trams.
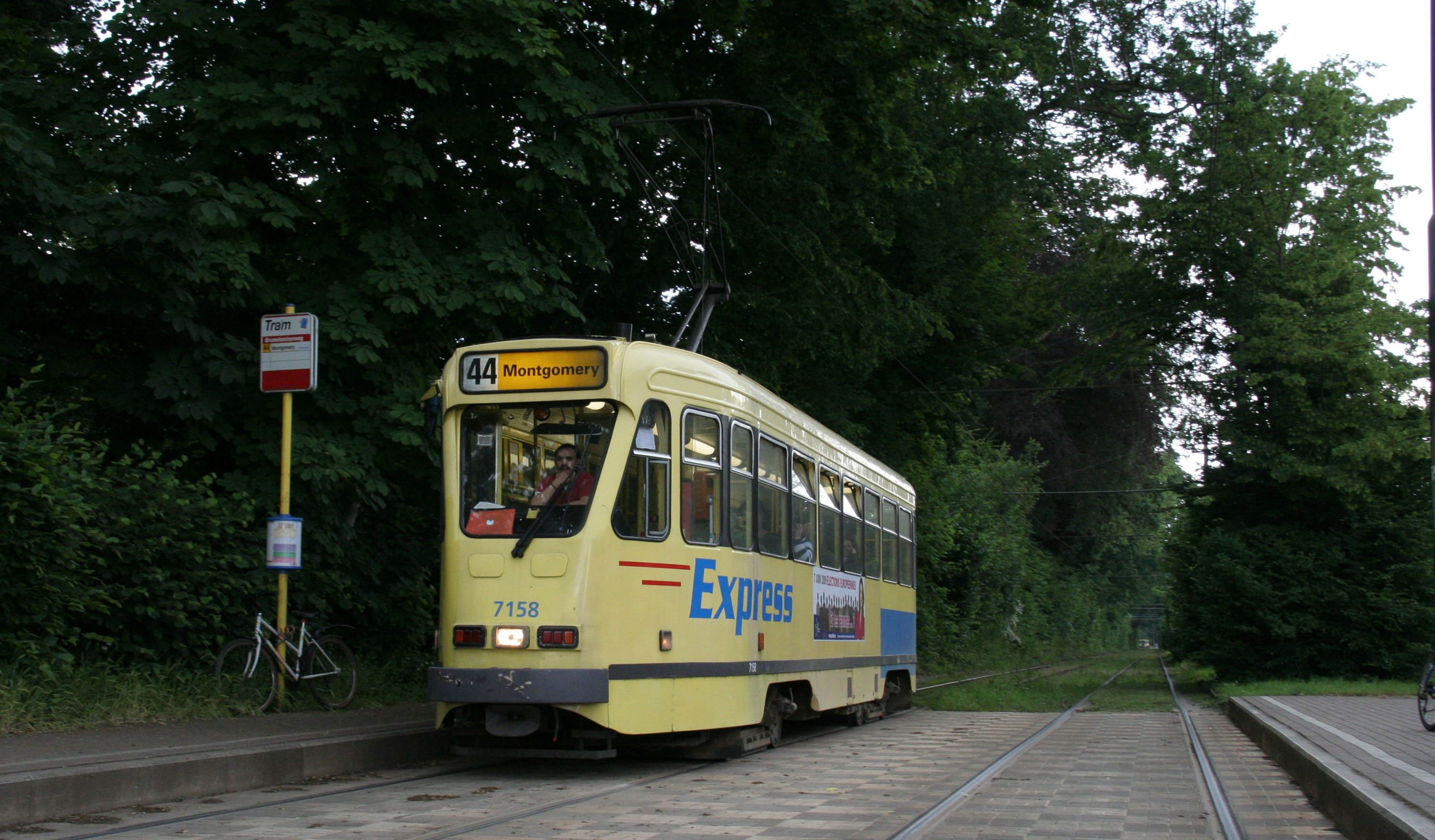
2009: Een PCC 7100 tram met het "Express" logo op haar rechterzijde.
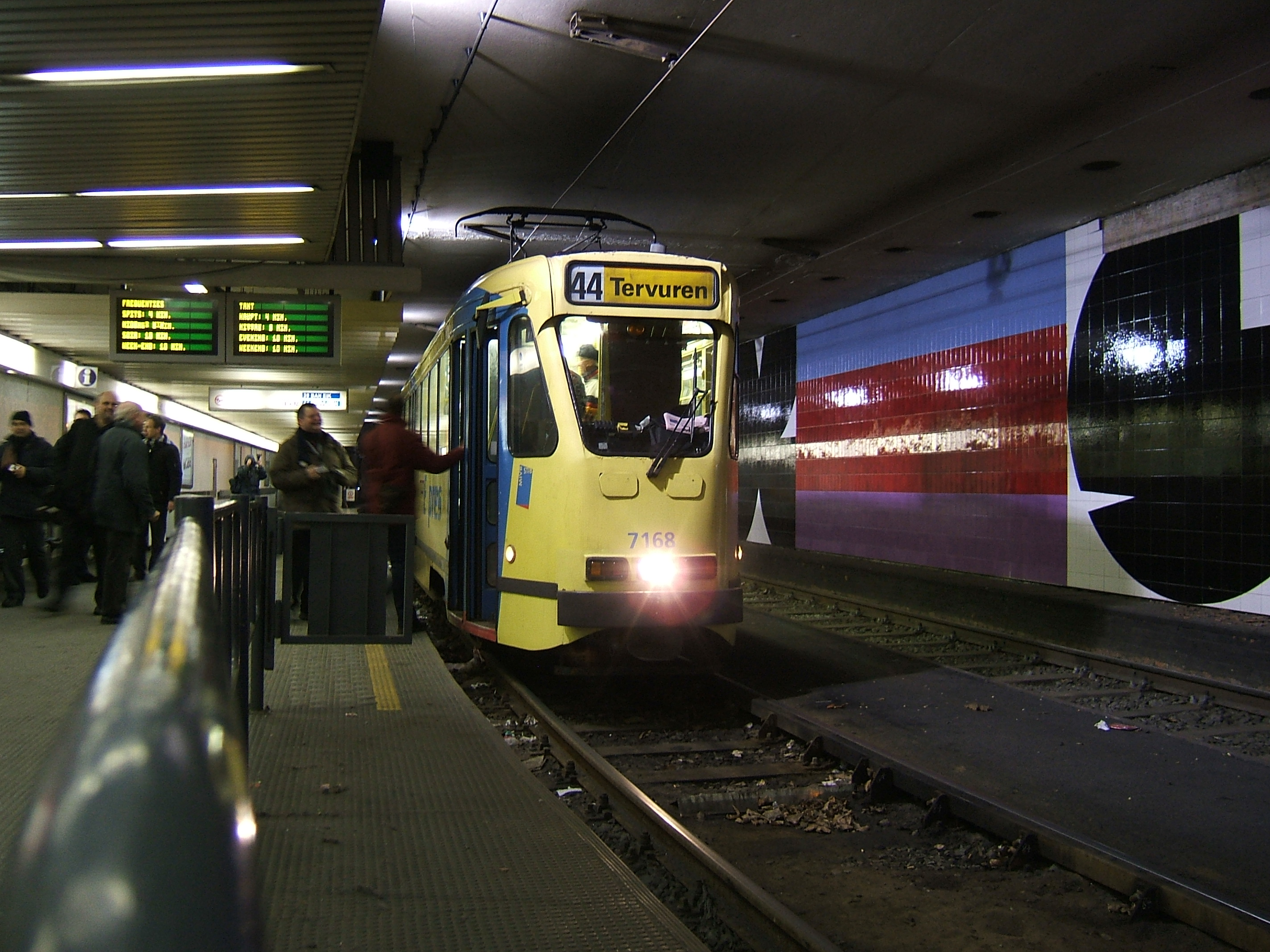
2010: PCC 7100 aan het eindpunt Montgomery tijdens de laatste rijdag van dat type trams.
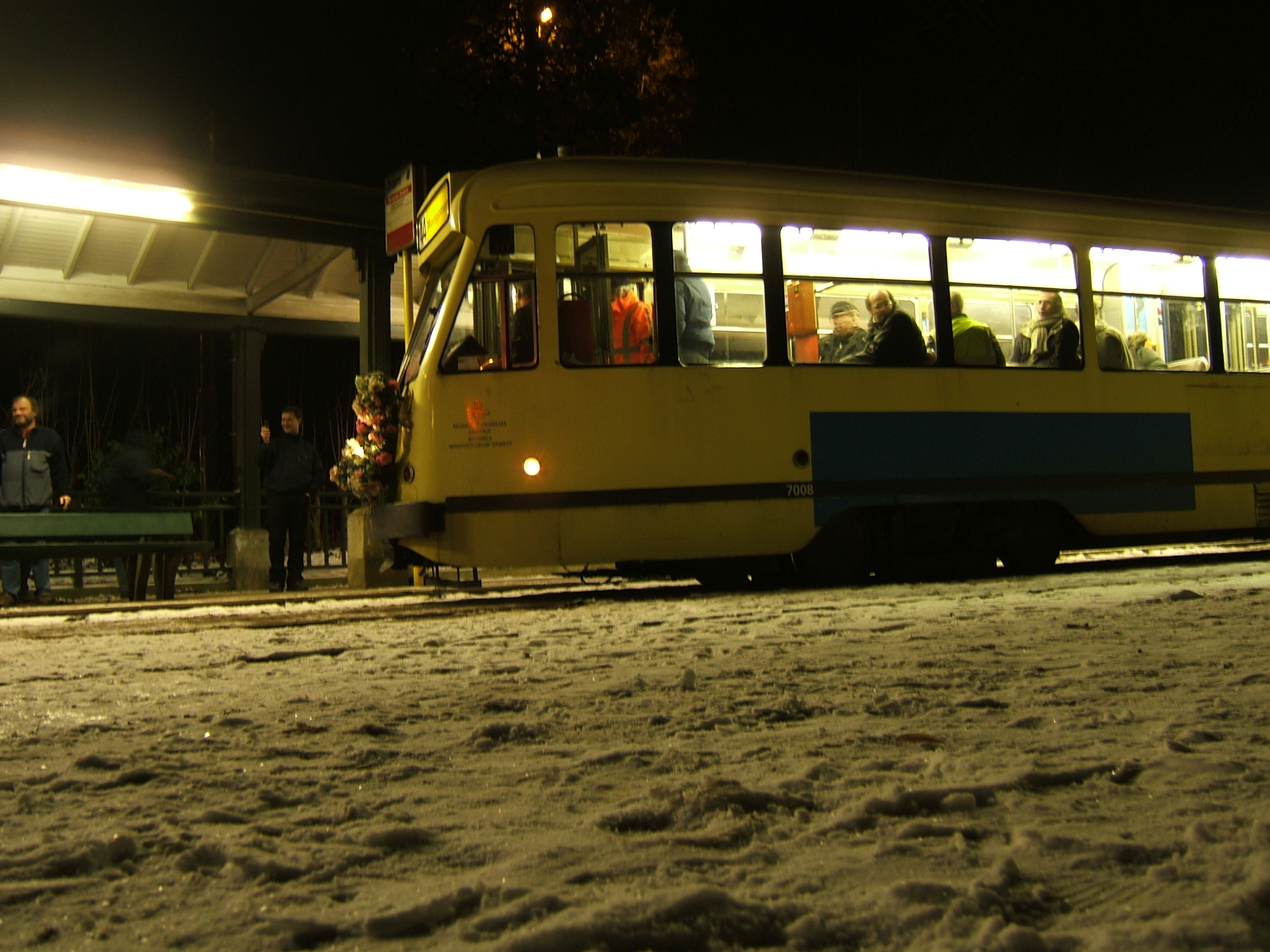
2010: laatste rit voor de PCC 7000, hier met een bloemenkrans.
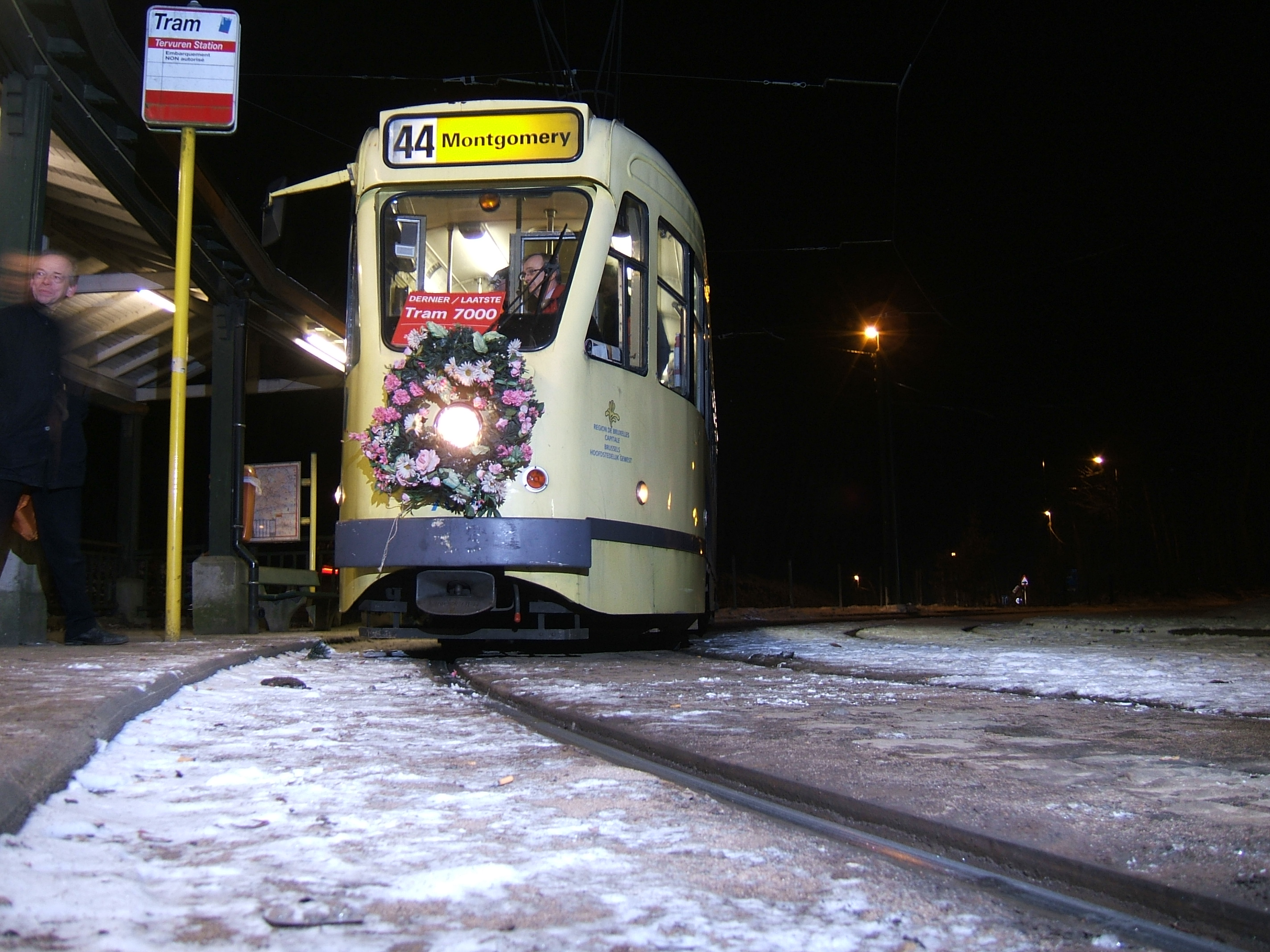
2010: idem als vorige afbeelding.
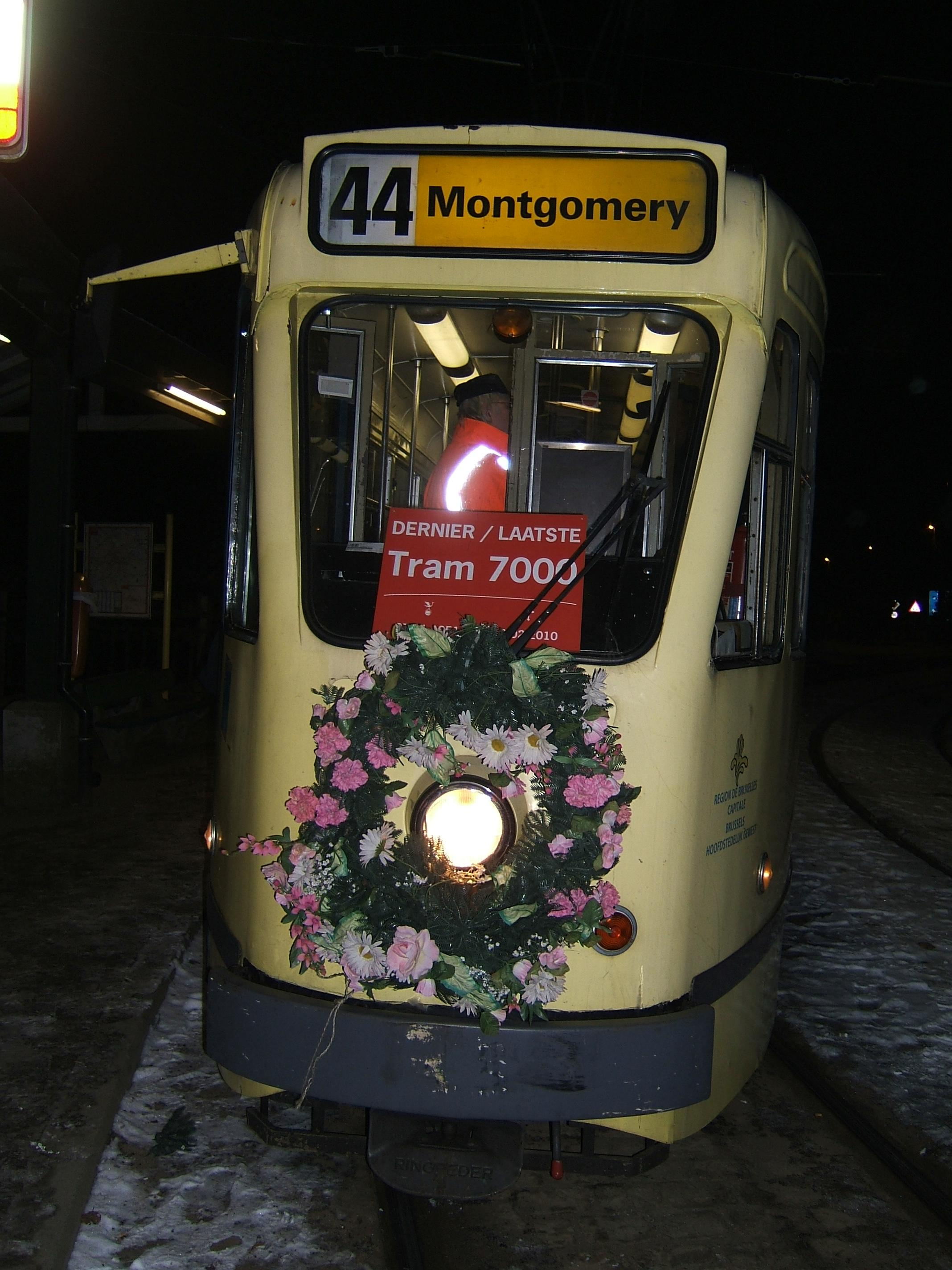
2010: laatste rit van de PCC 7000, hier aan het eindpunt Station Tervuren.
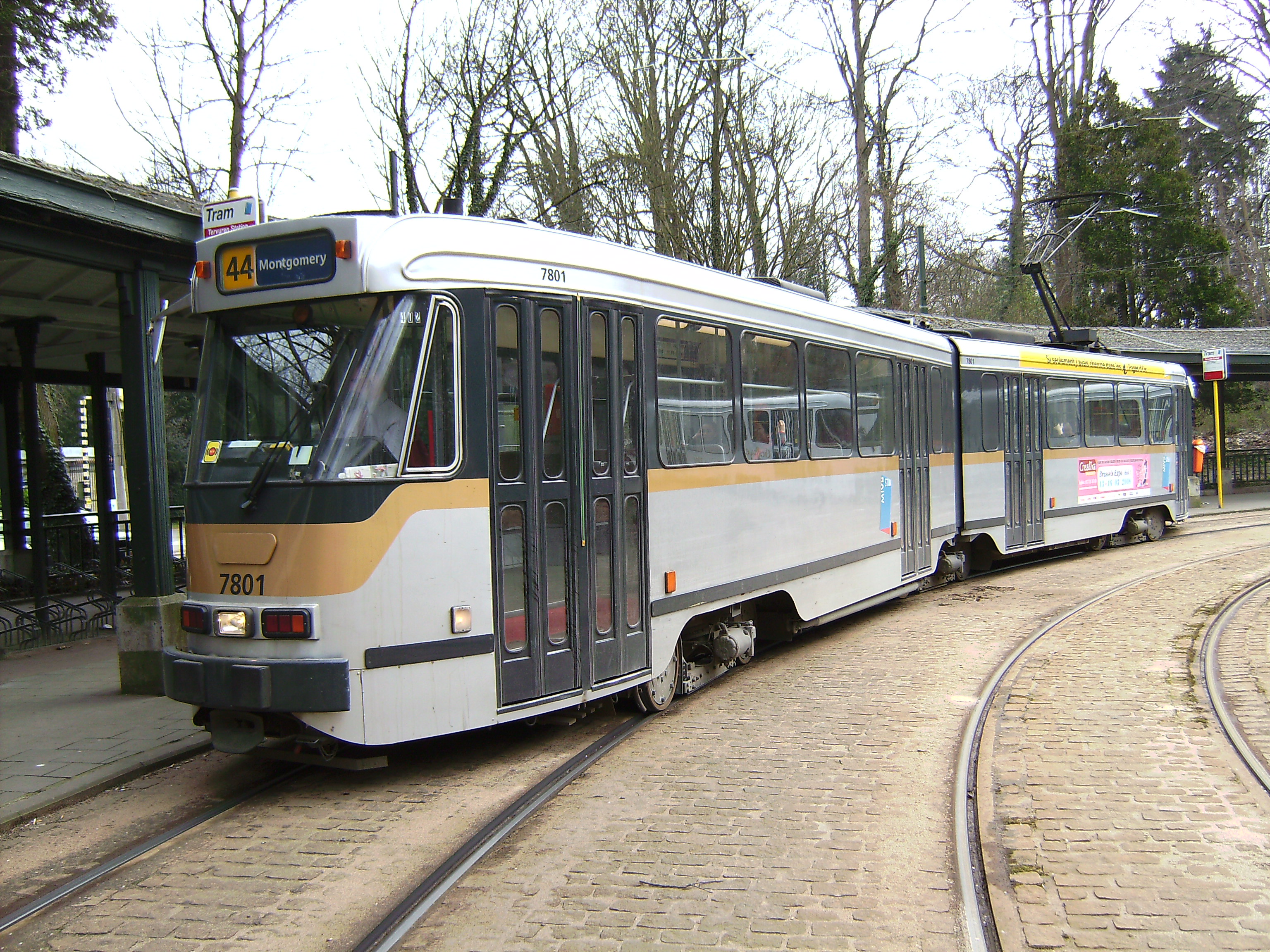
2014: huidige situatie: tram 44 wordt enkel bediend door PCC 7800 rijtuigen.